# Torymus anthomyiae
Torymus anthomyiae är en stekelart som beskrevs av William Harris Ashmead 1887. Torymus anthomyiae ingår i släktet Torymus och familjen gallglanssteklar. Inga underarter finns listade i Catalogue of Life.